# Grand Central
Grand Central je francouzský hraný film z roku 2013, který režírovala Rebecca Zlotowski podle vlastního scénáře. Film byl poprvé uveden na filmovém festivalu v Cannes v sekci Un certain regard dne 18. května 2013.

## Děj
Gary je mladý, nekvalifikovaný dělník, který je najat subdodavatelem v jaderné elektrárně v údolí Rhôny. Garyho zařadí šéf Gilles do týmu ke staršímu Tonimu. Gary zjišťuje, že radioaktivní kontaminace je zde každodenním nebezpečím. Zároveň začne udržovat tajný milostný poměr s Karole, Toniho snoubenkou.

## Obsazení
| Léa Seydouxová         | Karole       |
| Tahar Rahim            | Gary         |
| Olivier Gourmet        | Gilles       |
| Denis Ménochet         | Toni         |
| Johan Libéreau         | Tcherno      |
| Nahuel Pérez Biscayart | Isaac        |
| Nozha Khouadra         | Maria        |
| Camille Lellouche      | Géraldine    |
| Guillaume Verdier      | Bertrand     |
| Marie Berto            | Morali       |
| Karim Leklou           | prodejce aut |
| François Négret        | François     |
| Pierre Nisse           | dělník       |

## Ocenění
- Filmový festival v Cannes (sekce Un certain regard): Cena Françoise-Chalaise
- Lumières: nejlepší herečka (Léa Seydoux), Zvláštní ocenění; nominace v kategoriích nejlepší film, nejlepší režie (Rebecca Zlotowski), nejlepší herec (Tahar Rahim)
- Mezinárodní filmový festival v Palm Springs: výběr do World Cinema Now
- César: nominace v kategorii nejlepší herec ve vedlejší roli (Olivier Gourmet)
- Křišťálové glóby: nominace na nejlepší film